# Бедмінстер (Нью-Джерсі)
Бедмінстер (англ. Bedminster) — селище (англ. village) в США, в окрузі Сомерсет штату Нью-Джерсі. Населення — 8272 особи (2020).

## Демографія
Згідно з переписом 2010 року, у селищі мешкало 8165 осіб у 4100 домогосподарствах у складі 2022 родин. Було 4349 помешкань
Расовий склад населення:
| - 86,4 % — білих - 8,7 % — азіатів - 2,1 % — чорних або афроамериканців - 1,0 % — осіб інших рас |

До двох чи більше рас належало 1,8 %. Частка іспаномовних становила 6,4 % від усіх жителів.
За віковим діапазоном населення розподілялося таким чином: 17,7 % — особи молодші 18 років, 68,2 % — особи у віці 18—64 років, 14,1 % — особи у віці 65 років та старші. Медіана віку мешканця становила 43,3 року. На 100 осіб жіночої статі у селищі припадало 80,9 чоловіків;  на 100 жінок у віці від 18 років та старших — 79,5 чоловіків також старших 18 років.
Середній дохід на одне домашнє господарство  становив 135 827 доларів США (медіана — 96 644), а середній дохід на одну сім'ю — 177 485 доларів (медіана — 127 583). Медіана доходів становила 96 297 доларів для чоловіків та 57 007 доларів для жінок. За межею бідності перебувало 4,0 % осіб, у тому числі 5,3 % дітей у віці до 18 років та 3,7 % осіб у віці 65 років та старших.
Цивільне працевлаштоване населення становило 5034 особи. Основні галузі зайнятості: освіта, охорона здоров'я та соціальна допомога — 22,9 %, науковці, спеціалісти, менеджери — 18,9 %, фінанси, страхування та нерухомість — 14,4 %, виробництво — 13,4 %.